# Toegangshek Amstelrust
Het Toegangshek Amstelrust levert de toegang tot de voormalige buitenplaats Amstelrust, gelegen langs de Amsteldijk, Amsterdam.
Het hek in de vorm van een poort dateert uit het begin of midden 18e eeuw en sluit aan op een vanaf de dijk liggende toerit over een bruggetje dan wel duiker. Het vierkante hekwerk is samengesteld uit twee hekvleugels tussen de stijlen en ligger. Boven de ligger is de tekst Amstelrust te lezen. Daarboven is een “kuif” met een ovaal met een symmetrisch ornament geplaatst, dat lijkt qua stijl met de kalligrafie van de letters te maken te hebben. Grote delen van het hek ademen de Lodewijk XIV-stijl uit, maar niet het ovaal en de letters. Buiten het hekwerk/poort is het geheel afgewerkt met zijstukken in de vorm van voluten. Alles is uitgevoerd in smeedijzer en zwartkleurig , behalve de goudkleurige letters en versiering.
In de jaren vijftig bevonden het landgoed en het hekwerk zich in deplorabele toestand. Onder leiding van architect Cornelis Johannes Henke, dan werkzaam bij de Dienst der Publieke Werken werden beide gerestaureerd/gerenoveerd. Dit had tot resultaat dat het etablissement weer voor bewoning geschikt werd.
Op 22 mei 2007 werd het hekwerk in het monumentenregister opgenomen vanwege algemeen cultuurhistorisch belang onder de redenen:
- de ouderdom van het hekwerk
- de markering van toegang tot het landgoed
- de vormgeving
- de relatie tot het complex.

Het terrein wordt ook afgesloten door middel van een kleiner hekwerk in dezelfde stijl. Het is niet bekend of dit hekwerk tot het rijksmonument behoort. 

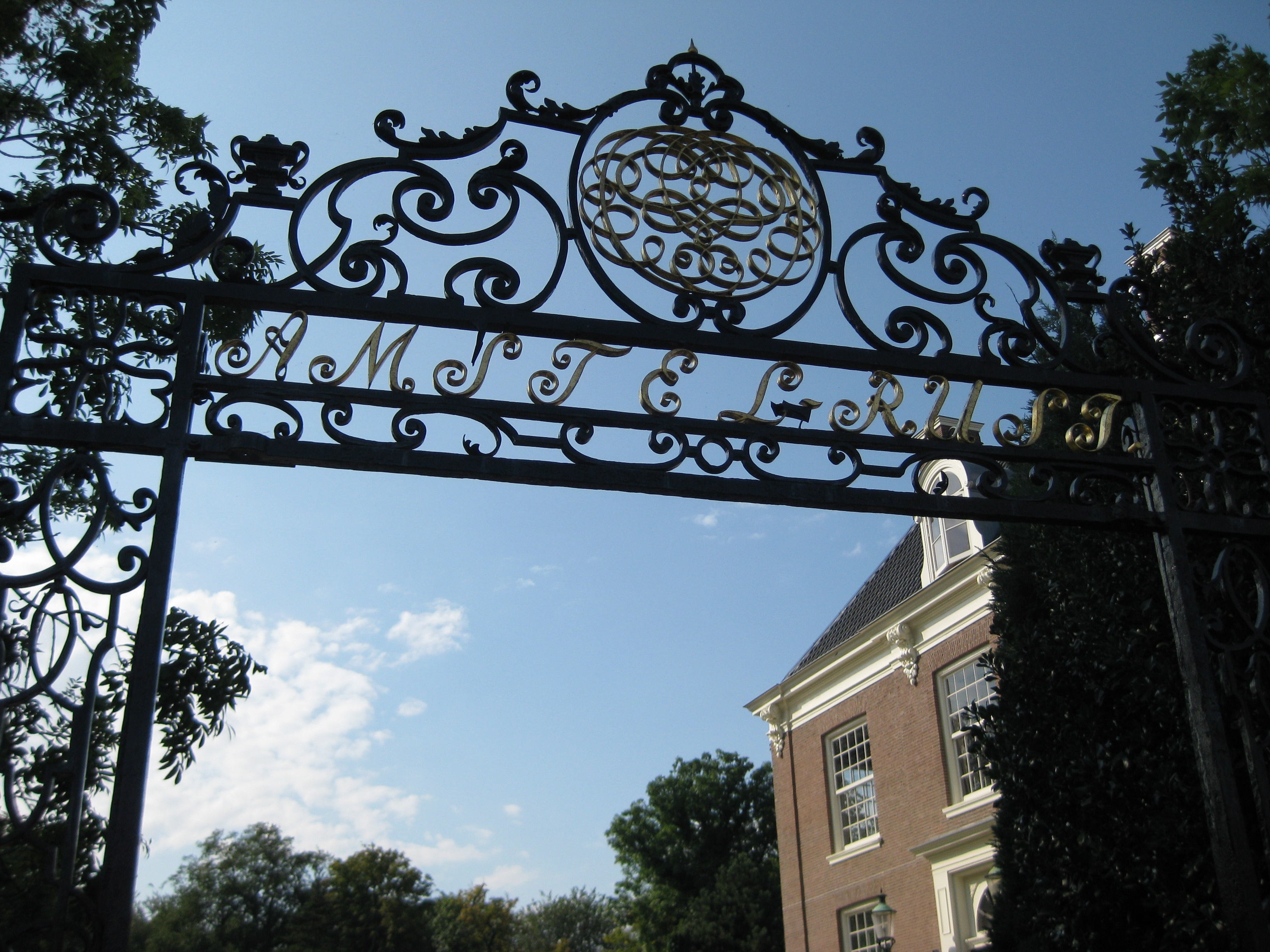
Amstelrust in 2011

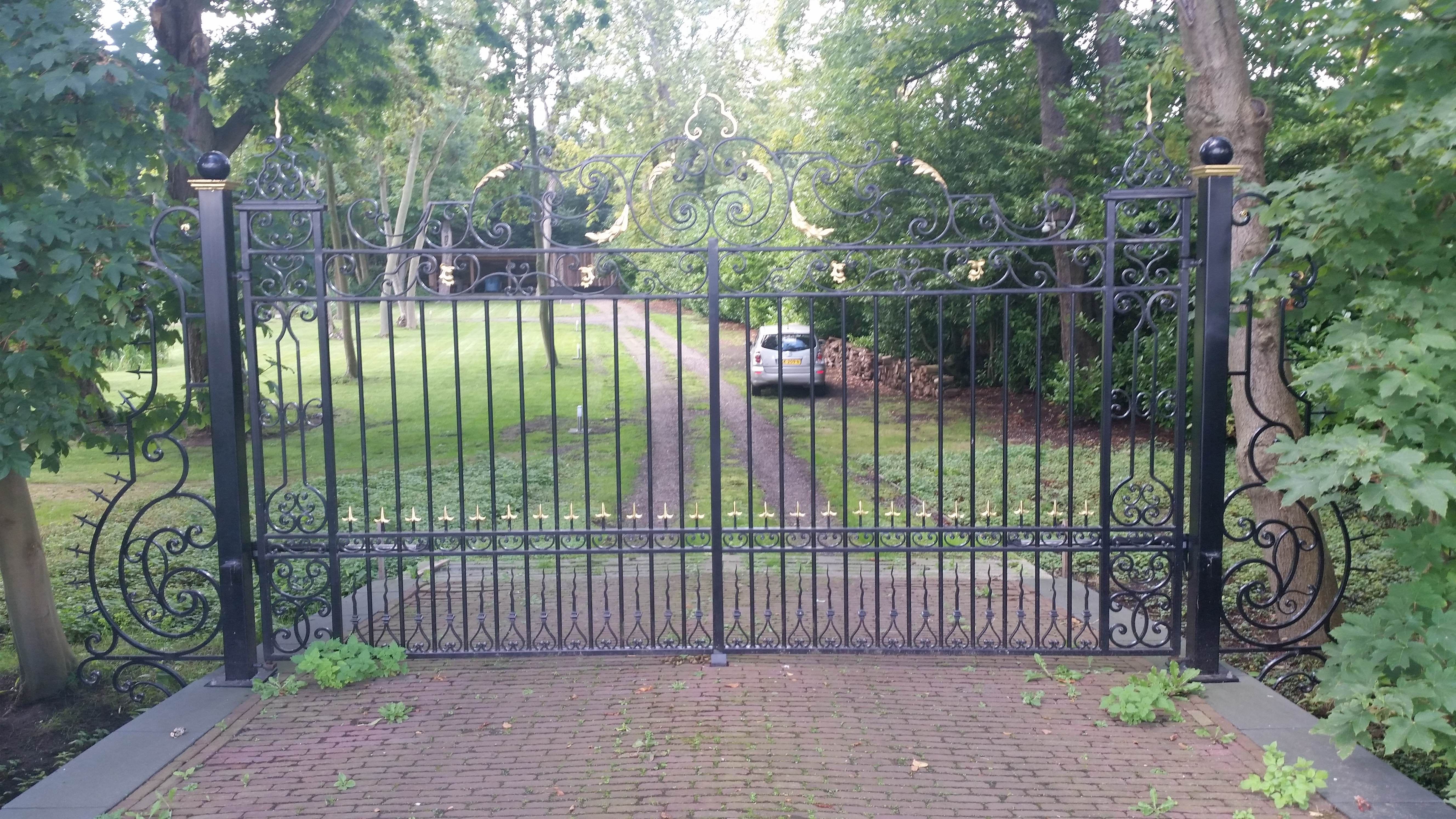
Ander toegangshek (september 2019)